# Mamilární tělesa

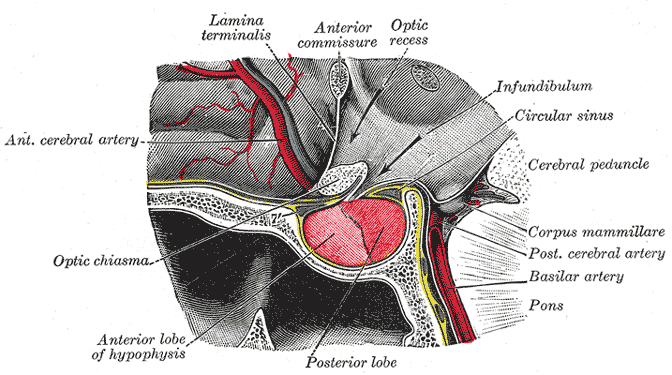
Umístění mamilárních těles

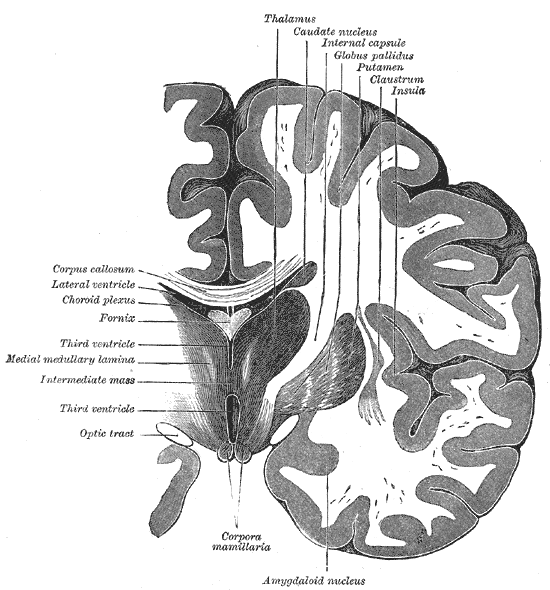
Mamilátné tělesa na schematickém řezu mozkem

Mamilární tělesa jsou malá párová kulatá tělíska umístěná na spodním povrchu mozku, která, zahrnuta v diencefalonu, tvoří součást limbického systému. Tělesa jsou umístěna na koncích předních oblouků fornixu  a skládají se ze dvou skupin jader, mediálního mamilárního jádra a laterálního mamilárního jádra. 
Anatomové je někdy pokládají za součást hypothalamu. 

## Struktura

### Připojení
Mamilární tělesa jsou napojena na jiné části mozku a působí jako relé pro impulsy přicházející z amygdaly a hippocampu přes mamilo-thalamický trakt k thalamu.

## Funkce

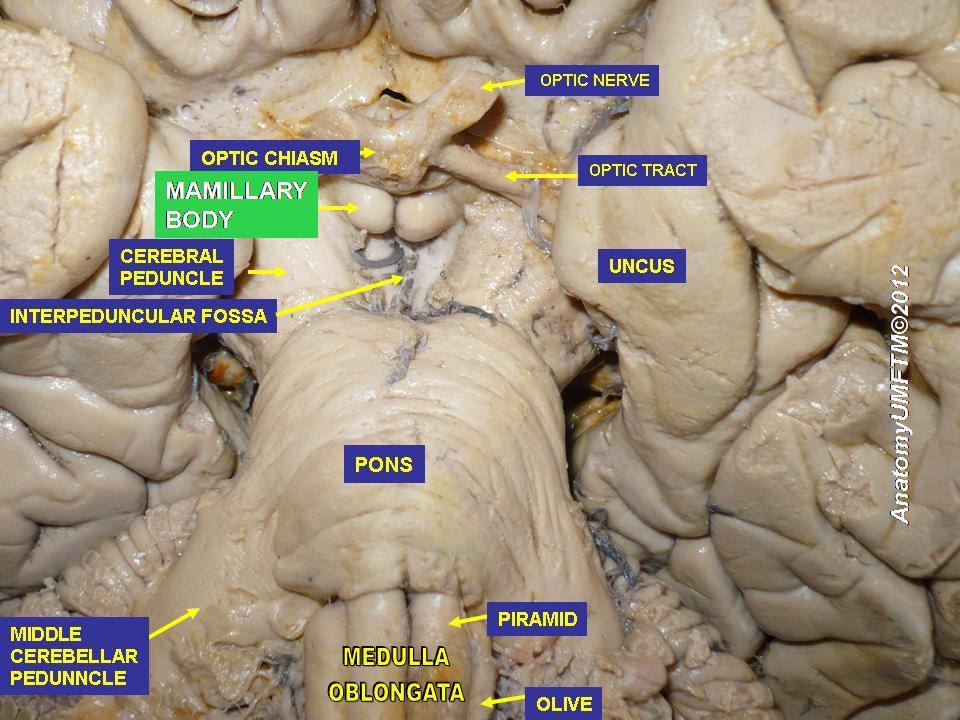
Mamilární těleso

 Mamilární tělesa a jejich projekce do předního thalamu přes mamilo-thalamický trakt jsou důležité pro vybavení paměti (vzpomínky).  Poškození středního mamilárního jádra vede k deficitu prostorové paměti 

## Klinický význam
Poškození mamiliárních těles v důsledku nedostatku thiaminu vyplývá z patogeneze Wernickeho-Korsakoffova syndromu. Symptomy zahrnují zhoršenou paměť a anterográdní amnézie. Léze mediálního dorzálního a předního jádra thalamu a léze mamilárních těles jsou spojovány do amnézických syndromů u lidí. 
Atrofie mamilárního tělesa je přítomna u řady dalších stavů, např. koloidní cysty ve třetí komoře, Alzheimerova choroba, schizofrenie, srdeční selhání či spánková apnoe. Přesná funkce mamilárních těl ale stále není jasná. 